# EternalRocks
EternalRocks (также известен как MicroBotMassiveNet) — сетевой червь-вымогатель, заражающий операционные системы семейства Microsoft Windows. Известно, что EternalRocks использует семь украденных эксплойтов и прочих инструментов, разработанных предположительно Агентством Национальной Безопасности США (АНБ). Для сравнения, сетевой червь-вымогатель WannaCry, который заразил свыше 500,000 компьютеров в мае 2017 года, использует лишь два эксплойта от АНБ. Исходя из этого, исследователи считают EternalRocks более опасным вирусом, чем его предшественник. Червь был обнаружен при помощи Honeypot. К тому же, эксплойт под кодовым названием EternalBlue использовался совместно с бэкдором DoublePulsar, тем самым создавая себе постоянный удалённый доступ к заражённой компьютеру, после чего инфицировал другие системы через локальную сеть.

## Инфицирование
Для начала EternalRocks устанавливает клиент анонимной сети Tor. Он, в свою очередь, скрывает Интернет-активность с целью получить доступ к своим скрытым серверам. После краткого 24-часового так называемого инкубационного периода, сервер реагирует на запрос по загрузке вредоносного ПО и самовоспроизводит исходный код на инфицированной машине.
Вредоносная программа даже выдаёт себя за вымогатель WannaCry, чтобы избежать обнаружения исследователями в области информационной безопасности. Главной особенностью отличия от WannaCry является то, что EternalRocks не имеет выключатель и не является вымогателем.